# ازدواج در قانا

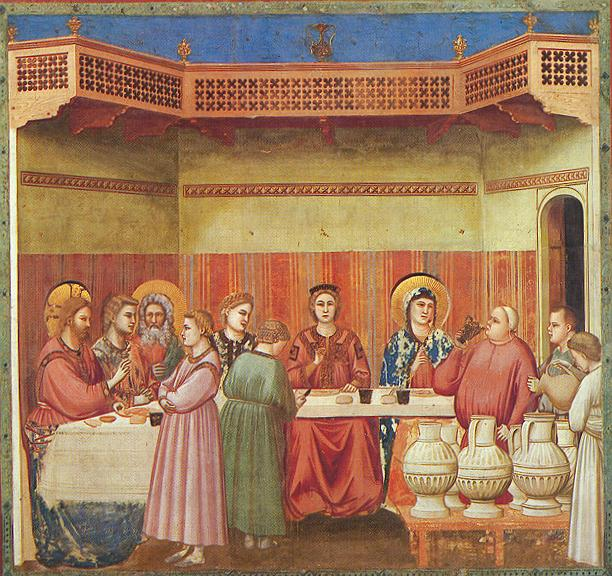
ازدواج در قانا اثر جوتو در قرن چهاردهم

در مسیحیت، تبدیل آب به شراب در ازدواج در قانا اولین معجزه عیسی در انجیل یوحنا است. در گزارش انجیلی عیسی و مادرش به یک مراسم عروسی دعوت شده بودند، و وقتی شراب تمام شد، عیسی با تبدیل آب به شراب معجزه کرد. موقعیت دقیق قانا بین دانشوران انجیلی و باستان‌شناسان محل بحث است؛ گمان می‌رود محل آن در نزدیکی کفر کنای امروزی در استان شمال اسرائیل باشد.
مایکل هومن معتقد است بسیاری از دانشوران انجیلی شراب را به غلط ترجمه کرده‌اند در حالی که ترجمه درست آبجو است. با این حال، محققانی دیگر با یادآوری اینکه oinos در زبان یونانی تنها به معنای شراب است و نویسندگان این انجیل کلمه sikera (به معنای آبجو) را به کار نبرده‌اند، نظر او را رد کرده‌اند.

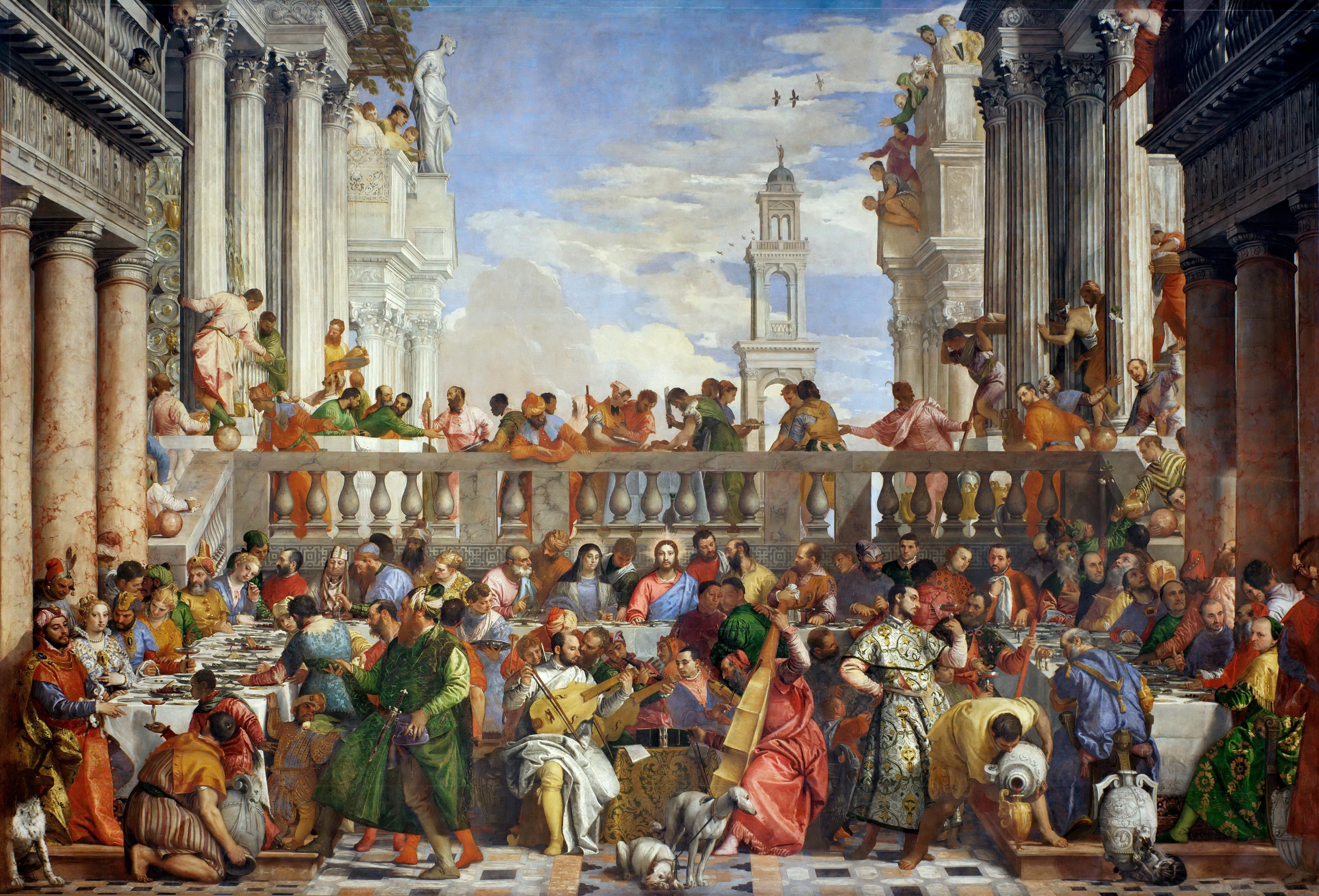
عروسی قانا، تابلو از پائولو ورونزه